# Teslim Fatusi
Teslim Fatusi (* 17. September 1977 in Surulere) ist ein ehemaliger nigerianischer Fußballspieler, der an den Olympischen Spielen 1996 in Atlanta teilnahm.

## Vereinskarriere
Fatusi begann 1991 in der Jugendabteilung des Stationery Stones FC und bekam ein Jahr später die Chance, in der ersten Mannschaft zu spielen. Im Jahr 1993 ging er zu ASEC Mimosas, einem Klub aus der Elfenbeinküste, bevor er sich ein Jahr später entschied, ein Angebot aus der Schweiz anzunehmen. Er unterschrieb einen Vertrag bei Servette Genf aus der Super League. Nach fünf Spielen wurde er an Pécsi MFC und Ferencváros Budapest verliehen.
Nach den Olympischen Spielen 1996 kam er wieder zurück in die Schweiz. Er führte ein sehr bewegtes fußballerisches Leben. Nach Stationen bei Espérance Tunis, Mamelodi Sundowns, Roeselare in Belgien, Polonia Warschau, 1. FC Magdeburg, Sachsen Leipzig, Al-Khaleej, Shooting Stars beendete er seine Karriere mit zwei Stationen in der zweiten vietnamesischen Liga.

## Internationale Karriere
Fatusi war Mitglied der siegreichen nigerianischen Fußballmannschaft bei den Olympischen Spielen 1996. Er wurde fünfmal in die nigerianische Fußballnationalmannschaft  berufen. In seinem ersten Spiel im Team der Super Eagles verwandelte er einen Elfmeter zum Sieg gegen die Tschechische Republik.

## Erfolge
- Olympiasieger: 1996
- Ungarischer Meister: 1995/96